# Friedrich Mohs
Friedrich Mohs (Gernrode, 29 gennaio 1773 – Agordo, 29 settembre 1839) è stato un chimico e mineralogista tedesco.

## Biografia
Friedrich Mohs nacque a Gernrode (Germania), studiò chimica, matematica e fisica all'Università di Halle sul Saale e quindi completò gli studi accademici all'Accademia Mineraria di Freiberg, in Sassonia.
Dopo aver raggiunto la posizione di responsabile di miniera nel 1801, Mohs si trasferì nel 1802 in Austria con l'incarico di identificare i minerali di una collezione privata di un banchiere. Come parte di questo incarico, egli iniziò a classificare i minerali in base alle loro caratteristiche fisiche, anziché considerarne la composizione chimica, come di tradizione. Questa sua enfasi sulle caratteristiche fisiche dei minerali fu una singolarità rispetto alla prevalente sistematica su basi chimiche, e oggi i minerali sono classificati per le loro caratteristiche chimiche, per quanto per il loro riconoscimento sul terreno le caratteristiche fisiche siano tuttora spesso usate.
Nel 1812 Mohs divenne professore di mineralogia nello Johanneum Graz; nel 1818 nella Bergakademie Freiberg e, nel 1826, all'università di Vienna.
Mohs morì durante un viaggio in Italia, ad Agordo, famoso distretto minerario della Provincia di Belluno, e fu sepolto nello Zentralfriedhof (cimitero centrale) di Vienna, in cui riposano le salme di diversi altri personaggi famosi.

## Contributi scientifici
Friedrich Mohs è ricordato principalmente per aver concepito e introdotto nel 1812 la scala di durezza che porta appunto il suo nome; per la determinazione della durezza dei minerali Mohs non ha ricorso ad un'analisi della costituzione dei minerali, come preferì fare Jöns Jacob Berzelius, bensì tenne conto delle cosiddette proprietà storico-naturali, ovvero forma cristallina, durezza e densità.
La scala di Mohs ordina la tenacità con cui i minerali, ovvero le singole particelle, costituenti sono tenute unite tra di loro. Alla tenacità corrisponde per diretta proporzione la durezza di un materiale. Quando un corpo è più duro di un altro riesce a scalfirlo. La scala di durezza propone dieci gradi ove il minerale rappresenta un grado che scalfisce quello che precede ed è scalfito da quello che segue.